# Grande Bermuda
Grande Bermuda, por vezes apenas Bermuda (em inglês:  Great Bermuda Island ou Main Island) é a principal ilha do arquipélago conhecida como Bermudas, localizada no Atlântico Norte Ocidental. No centro da ilha encontra-se a cidade de Hamilton, capital das Bermudas, o que a torna a mais importante de todo o grupo.
A forma peculiar da ilha assemelha-se a um gancho inclinado torcido, com Harrington Sound no nordeste. Além disso, na ilha está o Castle Harbour.
A Grande Bermuda está relacionada com as ilhas vizinhas (Somerset, a oeste e Saint David, no nordeste) através de uma série de pontes e estradas.

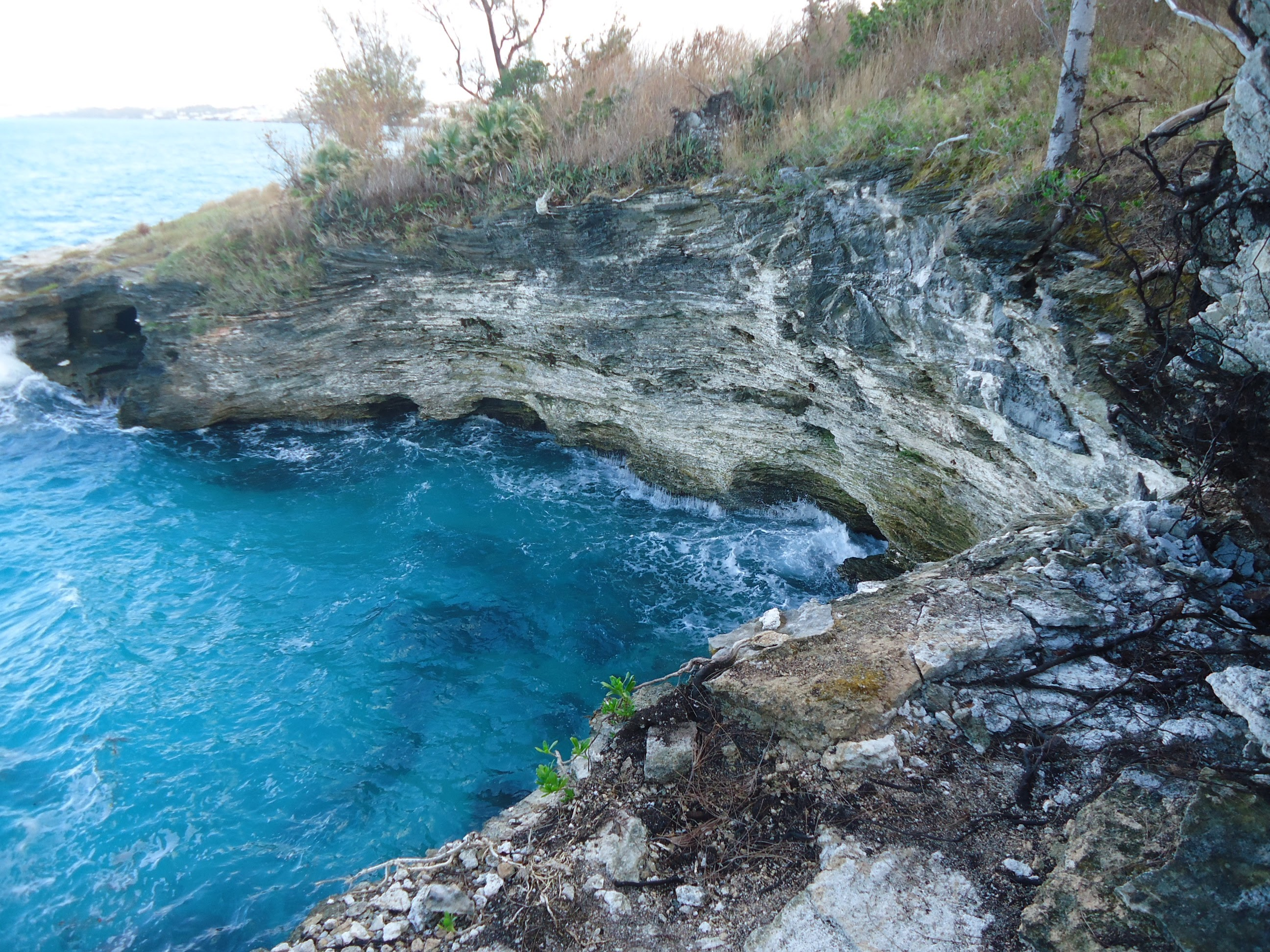
Costa da Grande Bermuda